# پرواز شماره ۱۷۱ هواپیمایی ساها
پرواز شماره ۱۷۱ هواپیمایی ساها در ۳۱ فروردین ۱۳۸۴ از فرودگاه بین‌المللی کیش به مقصد فرودگاه بین‌المللی مهرآباد در تهران پرواز کرد اما در هنگام فرود دچار حادثه شد و در رودخانه کن سقوط کرد.

## شرح حادثه
کاپیتان قجاوند خلبان بوئینگ ۷۰۷ حادثه دیده شرکت هواپیمایی ساها گفت: اگر قسمت تخریب شده رودخانه کن، انتهای باند فرودگاه مهرآباد را قطع نکرده بود به احتمال قریب به یقین هواپیما داخل رودخانه نمی‌افتاد و این حادثه به وقوع نمی‌پیوست.
کاپیتان قجاوند در مصاحبه اختصاصی با خبرنگار دفتر خبری واحد مرکزی خبر در شمال شرق تهران با بیان اینکه باید انتهای باند فرودگاه به مسافت ۳۰۵ متر معادل هزار فوت برای استفاده هواپیما در مواقع اضطراری ادامه پیدا کند؛ افزود سیل این قسمت را که روی رودخانه کن بود از بین برده‌است و هواپیما به این دلیل درون این رودخانه افتاد.
وی به مؤثر نبودن اقدامات لازم برای نگه داشتن هواپیما بعد از فرود روی باند اشاره کرد و گفت با عیبی که در هواپیما ایجاد شده بود سیستم ترمز عمل نمی‌کرد.
کاپیتان قجاوند افزود بنا به وظایف خود باید تعادل هواپیما را روی باند نگه می‌داشتم تا بال آن که قسمت سوخت رسانی هواپیماست آتش نگیرد و این کار را هم انجام دادم. وی به وضع آشفته‌ای که هنگام حادثه در داخل هواپیما ایجاد شده بود اشاره کرد و گفت با مشاهده ناگهانی رودخانه بلافاصله هواپیما را به سمت راست مقابل تپه خاکی هدایت کردم و هواپیما بعد از برخورد با این تپه داخل رودخانه کن افتاد.
کاپیتان قجاوند افزود در این هنگام برق همه قسمتهای هواپیما قطع شد، موتور دوم آن در سمت چپ آتش گرفت و موتور سوم نیز از جا کنده شد.
وی تصریح کرد از نظر من مناسبترین راه برای تخلیه مسافران دربهای سمت راست جلوی هواپیما بود که گروه پروازی، مهمانداران و خودم به مدت پنج دقیقه این کار را به خوبی انجام دادیم.
وی اضافه کرد به علت اضطراب زیاد و ازدحام، مسافران سخنان گروه پروازی و مهمانداران را نمی‌شنیدند یا به آنها عمل نمی‌کردند. قجاوند تصریح کرد بعد از اینکه کار تخلیه هواپیما انجام شد بعضی مسافران به سمت رودخانه حرکت کردند و داخل آب که به شدت جریان داشت افتادند. وی در پاسخ به این پرسش که چرا مسافران بعد از تخلیه به سمت خشکی هدایت نشدند یا چرا از دربهای عقب هواپیما خارج نشدند گفت اگر این کار از قسمت عقب هواپیما انجام می‌شد مسافران روی بتن‌های موجود در محل می‌افتادند و به علت وجود موتورها و بنزین امکان انفجار هواپیما وجود داشت لذا بهترین راه دربهای قسمت جلوی هواپیما بود.

## علت
علت این حادثه مشکل ارابه فرود ناشی از کارنکردن یک چرخ یا ترکیدگی تایر بوده‌است.

## تلفات

### تلفات جانی
در این حادثه، زهرا عاطف یکتا (۳۰ ساله) و احمد عاطف یکتا (۷۱ ساله) بر اثر سقوط در رودخانه کن و خفگی و وحشت جان باختند. همچنین یک کودک ۴ ساله به نام آرین در رودخانه افتاد و مفقود شد.

### آسیب‌دیدگان
۴۸ نفر از مسافران که دچار مصدومیت و شکستگی از ناحیه دست و پا شده‌بودند پس از حادثه به بیمارستان‌های بقیةالله، رسول‌الله، امام خمینی، فیاض‌بخش و لقمان‌الدوله منتقل و درمان شدند. هیچ‌یک از مجروحان بستری نشدند و با درمان سرپایی مرخص شدند.

## هواپیما
یک فروند هواپیمای بوئینگ ۷۰۷ بود. این هواپیما به سفارش نیروی هوایی ایران در سپتامبر سال۱۹۷۶ ساخته شد و در این حادثه، میزان آسیبِ واردشده به هواپیما فراتر از حدی بود که بتوان آن را تعمیر کرد و دوباره استفاده نمود. در سال۱۳۷۴ زمانی که این هواپیما برای کیش ایر پرواز می‌کرد ربوده شد و در اسراییل نشست(پرواز۷۰۷ کیش ایر)

## اعتراض‌ها
برخی از مسافران پس از حادثه به عملکرد خدمه پرواز معترض بودند و مدعی شدند که آن‌ها زودتر از مسافران هواپیما را ترک کرده‌اند. برخی از خانواده‌های آسیب‌دیدگان نیز با تجمع در فرودگاه مهرآباد، به عدم پاسخگویی مسئولان معترض شدند و با آن‌ها درگیری لفظی پیداکرده و تعدادی از شیشه‌های فرودگاه را شکستند.